# Родопска горска майка
Родопската горска майка (Lathraea rodopaea) е многогодишно тревисто растение, паразит по корените на различни видове дървета. Поради паразитния си начин на живот няма хлорофил и развити листа. Единствената надземна част, която се вижда, е класовидното, високо до 40 cm съцветие с множество розови цветове.
Латинското название на рода Lathraea  идва от гръцката дума lathraios, което значи „скрит“, поради скритото, подземно развитие на видовете от рода, обусловено от биологията им на паразити по корените. Първите (до 10) години коренищата на растението обикновена горска майка се развиват под земята, след което се появяват съцветията. Единствените надземни части на растението са цветоносните стъбла. В основната си част те са покрити с безцветни люспи, а в горната им част са разположени множество цветове. Цветовете са увиснали, обърнати на една страна, събрани в гроздовидно съцветие. Чашката на цвета е звънцевидна с четири-пет зъбеца, в основата си е покрита с редки и дълги власинки. Венчето е двуустно. Четирите тичинки са прикрепени за тръбицата на венчето.

## Разпространение
Видът е балкански ендемит и е защитен от Закона за биологичното разнообразие. Разпространен е в цяла България. Среща се също в горите с умерен климат от Западна Европа до Пакистан и Индия. Предпочита влажни гори.
В България е установен в Родопите, Рила, Тракийска низина и планината Славянка, а също така широко разпространена в резерват Шуменско плато.